# Korita (gmina Bosansko Grahovo)
Korita – wieś w Bośni i Hercegowinie, w Federacji Bośni i Hercegowiny, w kantonie dziesiątym, w gminie Bosansko Grahovo. W 2013 roku liczyła 22 mieszkańców, z czego większość stanowili Chorwaci.